# Henryk Leszczyński
Henryk Leszczyński (ur. 15 listopada 1923 w Łodzi, zm. 20 sierpnia 2009 tamże) – prawnik, kompozytor, więzień niemieckich obozów koncentracyjnych. Polski cytrzysta. Propagator nauki gry na tym instrumencie. Wraz z braćmi Bronisławem Leszczyńskim i prof. Stanisławem Leszczyńskim (warszawskim radiologiem) tworzyli zespół cytrzystów. Autor pieśni na fortepian i głos solowy, wokaliz, utworów sakralnych oraz muzyki do bajek dla dzieci. Improwizator i znawca kontrapunktu. Syn błogosławionej Stanisławy Leszczyńskiej – położnej z Auschwitz-Birkenau.

## Życiorys
Przed wojną uczęszczał w Łodzi do gimnazjum, uczył się także gry na cytrze koncertowej. Po wybuchu II wojny światowej 16-letni Henryk musiał podjąć pracę. Rodzina mieszkała na Bałutach, w pobliżu północnych granic getta łódzkiego i aktywnie pomagała Żydom zamkniętym za drutami Litzmannstadt Ghetto. Za tę działalność Gestapo zatrzymało najpierw matkę – położną Stanisławę Leszczyńską wraz z córką – a po jakimś czasie także Henryka Leszczyńskiego i jego starszego brata – Stanisława. Po ciężkim śledztwie kobiety zostały przewiezione do Auschwitz-Birkenau, a bracia do obozu Mauthausen-Gusen (nr obozowy Henryka Leszczyńskiego 876/45803). Henryk został przetransportowany do filii obozu w Gusen, uznawanej za najcięższe miejsce kaźni pośród obozów koncentracyjnych III Rzeszy. W Gusen Henryk Leszczyński trafia do kamieniołomów. Jako jeden z nielicznych ze swojego transportu przeżywa koszmar obozu.
Po wyzwoleniu Leszczyński wrócił do Łodzi. Skończył studia prawnicze i konserwatorium. Staje się mistrzem gry na bardzo rzadko spotykanym w Polsce instrumencie – cytrze.
Nagrywał z Orkiestrą Polskiego Radia i Telewizji w Łodzi pod batutą Henryka Debicha.
Był przez wiele dekad działaczem ruchu pro-life. Aż do śmierci prowadził ożywioną działalność kompozytorską. Umiera w Łodzi 20 sierpnia 2009 roku w wyniku obrażeń odniesionych po potrąceniu przez samochód osobowy na jednej z ulic. Pochowany 10 września 2009 roku na Cmentarzu Radogoskim w Łodzi. W styczniu 2020 roku jego utwory zaprezentowano na koncercie w Instytucie Polskim w Rzymie.
Świadectwo Henryka Leszczyńskiego z pobytu w niemieckich obozach zagłady można odsłuchać w Archiwum Historii Mówionej Ośrodka Karta.